# Merkwelt
Merkwelt (în limba germană Merkwelt), este un termen provenit din limba germană, însemnând „mod de a vedea lumea” și/sau „conștiință individuală particulară” este un concept din robotică, etologie și biologie, respectiv din biosemiotică, care descrie capacitatea unei creaturi (înzestrate sau nu cu rațiune de tip uman) ori a unui android (sau robot) de a vedea/percepe lucruri, manipula și sintetiza informații pentru a înțelege Universul.

## Istoric
Termenul a fost dezvoltat și folosit de biologul german, de origine baltică, Jakob von Uexküll, care l-a creat și folosit ca o parte a teoriei sale referitoare la umwelt (mediu înconjurător, sau împrejurimi), ocazie cu care biologul și fiziologul de origine estoniană a pus bazele interdisciplinarei științe numită biosemiotică. Termenul a fost apoi preluat semioticianul american Thomas A. Sebeok și filozoful german Martin Heidegger, fiind folosit în accepțiunea conferită inițial de către von Uexküll.

## Utilizarea termenului
Termenul, folosit în sensul său originar de Jakob von Uexküll, statua că orice observator (în viață) al oricărei părți a mediului înconjurător (înțeles în sensul cel mai larg posibil), poate avea prin anumita și specifica pecepție senzorială a speciei și a simțurilor acelui individ, numit „observator,” o anumită merkwelt sau o percepție senzorial-mecanică a universului înconjurător accesibil.
Deși termenul nu a primit o mai largă conotație, a fost constant folosit de gânditori și scriitori influenți, așa cum sunt etologul Nikolaas Tinbergen și roboticianul Rodney Brooks.

## Exemple
Termenul merkwelt descrie practic complexitatea perceperii lumii înconjurătoare observatorului prin organele sale de simț, la care se adaugă experiența trăirilor similare anterioare.
Astfel, în biologie, merkwelt-ul unui rechin este dominat de simțul său foarte dezvoltat al mirosului, dar și de cel și gustului, specifice acestui pește, răpitor marin feroce, în timp ce merkwelt-ul unui cetaceu sunt dominate de gustul apei și de ecolocarea și captarea sunetelor special emise slujirii acestui scop. Similar, merkwelt-ul liliacului este dominat de auzul său extrem de sensibil, cu precădere sensibil la ultrasunete, cu ajutorul cărora, similar cu cetaceele, liliacul execută ecolocarea mediului înconjurător.